# Léon Verhaeghe de Naeyer
Léon Verhaeghe de Naeyer (Gent, 11 februari 1839 – Grez-Doiceau, 24 september 1906) was een Belgische diplomaat en provinciegouverneur.

## Jeugd
Léon Verhaeghe was de oudste zoon van Constant Verhaeghe de Naeyer en Eugénie-Clémence van Rullen.
Het suffix “de Naeyer” was aan de familienaam "de Naeyer” toegevoegd toen de vader van Constant, François Verhaeghe huwde met Isabelle de Naeyer.
In 1860 werden vader Constant Verhaeghe de Naeyer en zijn nakomelingen in de adel opgenomen.
Léon Verhaeghe de Naeyer studeerde in 1855 af aan het Lycée Louis-le-Grand in Parijs en schreef zich datzelfde jaar in aan de Rechtenfaculteit van de Universiteit Gent. Ter gelegenheid van het bezoek in 1860 van koning Leopold I aan de universiteit, hield Léon er een toespraak.
Op 14 augustus 1860 behaalde hij Cum Laude het diploma van doctor in de rechten en in 1862 na zijn stage aan het Hof van beroep te Gent werd hij in 1865 advocaat.
Datzelfde jaar slaagde hij eveneens met grootste onderscheiding in het diplomatiek examen.

## Loopbaan

### Diplomaat
Op 19 oktober 1867 werd hij benoemd tot secretaris van de diplomatieke missie in Italië, maar kort daarna (in 1868) werd hij benoemd tot vertegenwoordiger bij de Nationale Bank van België.
Op 8 juli 1870 werd hij benoemd tot secretaris eerste klasse van de diplomatieke missie in Turkije.
Op 14 juni 1875 trouwde hij in Constantinopel met Sévastie Vénérande Photiadès.
Op 12 november 1875 werd hij overgeplaatst naar de diplomatieke missie in Portugal en op 29 maart 1877 naar Spanje. Maar kort daarna, op 7 december van datzelfde jaar werd hij opnieuw overgeplaatst naar Turkije, waar hij op post bleef tot 24 juni 1879.

### Gouverneur
In 1878 was in België de eerste schoolstrijd losgebarsten en Frère-Orban die de liberale regering van 1878 leidde had behoefte aan gelijkgezinde diplomaten als gouverneur van de overwegend katholieke provinciebesturen, dus benoemde men op 6 oktober 1879 Léon Verhaeghe de Naeyer tot gouverneur van Oost-Vlaanderen.
Toen in 1884 de nationale verkiezingen negatief uitvielen voor de liberalen, nam Léon Verhaeghe ontslag als gouverneur.

### Diplomaat
Op 25 november 1884 werd hij benoemd tot Gevolmachtigd minister in het Chinees Keizerrijk, waar hij begin 1885 aankwam. Zijn echtgenote werd er echter echter zwaar ziek ten gevolge van het slechte klimaat en Léon vroeg en kreeg zijn overplaatsing en vertrok op 20 september 1890 uit Peking. Na zijn aankomst hier, overleed zijn echtgenote op 5 december 1896 in Parijs.
Op 24 september 1899 hertrouwde hij in Grez-Doiceau met gravin Louise du Monceau de Bergendal, dochter van de graaf van Monceau.
In 1903 werd hij benoemd tot Buitengewoon Gezant en Gevolmachtigd Minister in Italië, waar hij bleef tot 1906.
Dat zelfde jaar overleed hij.

## Eretekens
- België: Commandeur Leopoldsorde Burgerlijk Kruis 1ste Klasse
- België: Regeringsmedaille van Koning Leopold II
- Portugal: Grootkruis Orde van Onze Lieve Vrouwe van Villa Viçosa
- Italië: Orde van de Italiaanse Kroon
- China: Grootofficier Orde van de Dubbele Draak (China)
- Spanje: Orde van Karel III
- Turkije: Commandeur Orde van het Huis van Osman
- Turkije: Orde van Mejidie
- Vaticaanstad: Orde van Sint-Gregorius de Grote
- Griekenland: Orde van de Verlosser
- Spanje: Kroningsmedaille van Alfons XIII van Spanje

- Biblioteca Nacional de España: XX5379235
- Bibliothèque nationale de France: cb14494022j (data)
- International Standard Name Identifier: 0000 0000 0318 2496
- Virtual International Authority File: 29761606
- WorldCat: E39PBJqW3pdxvvfjfT6TkbHwG3